# Alejandro el Etolio
Alejandro el Etolio, natural de Pleurón, en Etolia, poeta griego y hombre de letras, es el único representante de la poesía de esa región. Floreció aproximadamente en el 280 a. C.
Durante su estancia en Alejandría, Tolomeo Filadelfo le asignó la labor de ordenar las tragedias y dramas satíricos de la biblioteca. Unos diez años después encontró acomodo en la corte del rey Antígono II Gónotas.
Su reputación como autor de tragedias fue tan grande que los críticos alejandrinos le otorgaron un lugar entre el canon de los siete poetas trágicos, la llamada Pléyade trágica. Solo nos ha llegado el título de una tragedia (Astragalistae). También escribió epilios, epigramas y elegías, de lo que nos ha llegado un número considerable de fragmentos que evidencian sus conocimientos y elocuencia.